# マニラの戦い (1945年)
マニラの戦い（マニラのたたかい）は、第二次世界大戦末期の1945年2月3日から同年3月3日までフィリピンの首都のマニラで行われた日本軍と連合軍の市街戦のことを指す。日本軍は敗れ、3年間に及んだ日本のフィリピン支配は幕を閉じた。70万人の市民が残留したままで行われた戦いは太平洋戦争では最大規模となる市街戦となり、10万人の市民が巻き添えで死亡した。
戦後の1945年9月16日、アメリカ軍はフィリピンにおける日本軍の残虐行為（主にマニラ市街戦）とする詳細を発表した。

## 背景

### 無防備都市宣言問題
1944年（昭和19年）10月、アメリカ軍を中心とした連合軍はフィリピン奪還に着手し、日本軍はレイテ沖海戦で敗北した。同年12月までにレイテ島の戦いでも日本軍が敗れると、ルソン島への連合軍の上陸は時間の問題となった。連合軍は、マニラ港の補給拠点としての利用という軍事的目的と、首都及び捕虜収容所の解放という政治的目的から、マニラ奪還を重視していた。
日本陸軍はフィリピン守備隊として第14方面軍をルソン島に配置していたが、その司令官山下奉文大将は、司令部を首都マニラからルソン島北部のバギオに移動して山野での長期持久を図る方針で、マニラについては日本軍のフィリピン侵攻時のアメリカ軍の対応と同様に無防備都市宣言することを検討していた。マニラの放棄は市民の被害を避ける目的もあった。短期間に全市民を避難させることは不可能と判断されていた。この第14方面軍の方針に従い、マニラを含むルソン島南部地区担当の振武集団は、マニラ防衛隊（司令官：小林隆陸軍少将）を野口部隊など3個大隊だけを除いてマニラ市街から東方山地へ退去させ、イポのダム監視小屋に戦闘指令所を設けた。
だが、大本営陸軍部はマニラの放棄には同意しなかった。現地でも第4航空軍（司令官：冨永恭次陸軍中将）は強硬なマニラ死守派であった。海軍もマニラ放棄に反対し、マニラ駐留の第31特別根拠地隊（司令官：岩淵三次海軍少将）を基幹にレイテ沖海戦やマニラ湾空襲での沈没艦の乗員（最上生存者約600名、熊野生存者約500名、木曾生存者約400名、鈴谷生存者約200名、その他に武蔵、曙、初春、若葉、沖波、早霜、隠戸など）などを集めた海軍陸戦隊「マニラ海軍防衛隊」（マ海防）を編成し、市街戦の態勢を作った。海軍が市街戦を主張した理由は、マニラの港湾施設の戦略的価値、物資の山岳地帯への搬出が未了、海軍将兵は野戦訓練に不安があったことなどであった。また、本来、海軍としては、山野でゲリラ戦を行うにしても、港を死守し、物資･弾薬を補給することが任務であり、立場上そう言わざるえない立場であったからとも見られる。ただし、海軍のうちでも、現地の南西方面艦隊司令長官大川内伝七中将は第14方面軍の方針に同調しマニラ放棄に賛成であった。
冨永中将がマニラ死守を強硬に主張した理由の一つとして、彼が多くの特攻隊員をマニラ基地から出発させたという精神的理由があり、冨永はマニラを自分の墓場としようとしていたと、当時第14方面軍参謀長であった武藤章は後に回想している。
もっとも冨永恭次中将は1945年1月6日にアメリカ軍がルソン島に上陸するとその日のうちに第4航空軍のマニラ撤退を独断で命令し実行したため大混乱が起きた。冨永中将はその後山下大将の承諾を得ずに台湾に移動した。
結局、山下と岩淵の意見対立の結果、山下はマニラを岩淵らに任せて山野に退却、マニラの無防備都市化は実現しなかったものとしてよく語られる。山下の退却について、岩淵らに勝手にしろと言わんばかりに自身らのみマニラ放棄をしたもので無責任だとする意見と、逆に、陸軍擁護に立つ者から、海軍側が撃沈された艦船から水兵らを救助する内に兵士数が増えたために自らのみでマニラを防衛できると増長した結果であると中傷する意見がある（実際には、水兵らには陸戦隊などと異なって、ろくな陸上戦闘の訓練経験もなく、武装も小銃程度しかなかった。）。そもそも、現地在留邦人は招集されないとの見方があったにも関わらず、マニラにいた在留民間邦人（1943年段階では約７千人いたとみられていた。）の内、男性は軍に現地召集され水兵らとともに海軍防衛隊としてマニラ防衛に駆り出された一方で、婦女子は陸軍と共に山岳地帯に移動しているところから、マニラ防衛は、結局、陸軍にとっても第一目的とならなかったというだけでむしろフィリピン防衛のための抵抗線の一つとしてそうそうに位置付けられた可能性がある。

### マニラの状況

現在のマニラ周辺地図

マニラ海軍防衛隊は、当初は約26,000人の海軍軍人・軍属を有していたが、兵器の大幅な不足から戦力化できなかった約10,000人を、北部ルソンのカガヤンなど他地域へ移動させていた。戦闘直前の2月3日にも、兵器製造などを行っていた6,000人（ほぼ非武装）を東方山地へ脱出させたため、戦闘となったときの兵力は約10,000人であった。マニラに残った海軍将兵は陸戦隊7個大隊に再編成されたが、そのうち本格的な地上戦訓練を受けていたのは第31特別根拠地隊の陸上警備科1個中隊のみであった。また、マニラ海軍防衛隊指揮下には、野口勝三陸軍大佐の指揮する野口部隊（臨時歩兵2個大隊基幹）など陸軍3個大隊約4,300人が配属されたが、これも在留邦人からの現地召集が大半で戦力は劣った。陸海軍部隊合計で、高角砲43門と対空機銃250門、艦載砲弾流用の噴進砲6門、迫撃砲・歩兵砲46門を装備していた。
日本側の守備態勢は、バエ湖（ラグナ湖）方面に陸軍1個大隊、ニコラス飛行場に陸戦隊1個大隊、マニラ東方のサンフアンと東南方フォート・マッキンレー（現在のマカティ市フォート・ボニファシオ。日本軍呼称「桜兵営」）に各陸戦隊1個大隊が配置され、残り陸戦隊4個大隊・陸軍2個大隊が市内中心部と港湾部に展開した。
マニラ湾は1944年11月13日に米空母機動部隊艦載機の攻撃を受け（マニラ湾空襲）、停泊していた軽巡洋艦木曾と駆逐艦初春、曙、沖波、秋霜が沈没もしくは大破着底状態となり、その他に停泊していた輸送船数隻は壊滅した。マニラ港の港湾設備は1月6日から破壊作業が進められ、1月中旬にほぼ完了した。マニラ湾の残存艦艇（霞、初霜、朝霜、潮、竹）は1944年11月13日夜にブルネイへ脱出に成功しており、港内には日本側の艦船はほとんど残っていなかった。
2月当時、マニラ市内には約70万人のフィリピン人市民が残っていた。

## 戦闘の経過

### 連合軍の到達
1945年1月に連合軍はルソン島に上陸し、2月3日、アメリカ陸軍第14軍団（第1騎兵師団と第37歩兵師団）がマニラ地区へ突入し、その日のうちに連合国民間人の収容所となっていた聖トマス大学を解放した。市街地に立てこもった日本軍に対し、アメリカ軍は徹底した砲爆撃を加えた。これにより、市街地は廃墟と化した。アメリカ軍の支援を受けたフィリピン人ゲリラ約3,000人も、戦闘に参加した。
マニラ港内に残っていたわずかな日本側艦船は脱出を試み、2月7日、駆潜特務艇などの小艦艇7隻が成功した。しかし砲艦唐津は2月5日に港内で自沈処分され、そのほか小型艇1隻も自沈した。
2月6日から、サンフアンで本格的な戦闘が始まったが、守備していた日本軍陸戦隊1個大隊はわずか3日で潰走した。陣頭指揮を執っていた大隊長の西山勘六大尉ら幹部が死傷すると、部隊全体の人的損害は比較的軽微であるにもかかわらず統制が失われてしまった。
マニラ南西のナスグブ方面にもアメリカ陸軍第11空挺師団が上陸及びパラシュート降下し、途中で日本側の藤兵団隷下の歩兵第31連隊第3大隊を撃破しながらマニラへ侵攻した。
2月6日にマニラ海軍防衛隊は以下の報告を打電した。

### 市中心部の戦い

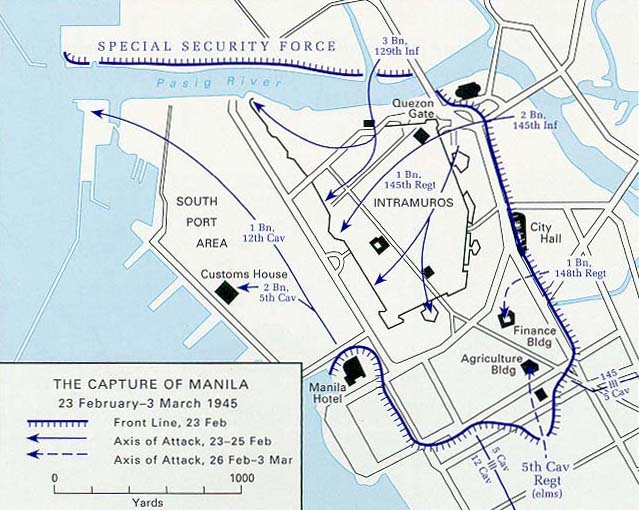
アメリカ軍のイントラムロス地区侵攻経過。

市中心部と港湾部にもアメリカ軍が突入した。マラカニアン宮殿は激戦地となり破壊された。南からのアメリカ第11空挺師団は2月11日にニコラス飛行場を占領し、13日には北部からの第14軍団と接触した。日本軍は官公庁などの強固な建造物に拠って抵抗したが、包囲下に陥っていった。
日本側の第14方面軍や南西方面艦隊司令部などは、マニラ海軍防衛隊の撤退を実現しようとなお努力していた。岩淵少将も命令に従って2月9日にマニラ市内からフォート・マッキンレーに司令部を移していたが、市内諸部隊の脱出が困難な状況を見て、11日に司令部を市内に戻してしまった。連合軍の戦力を過小評価した振武集団本隊は、撤退支援と士気高揚のため、歩兵第31連隊主力などの6個大隊をもって総攻撃に出たが、死傷600名以上の損害を受けて18日までに撃退された。19日にはフォート・マッキンレーも陥落し、市内の日本軍は完全に孤立した。米軍の容赦ない無差別同然の砲撃や日米両軍の銃撃の巻き添え及び米軍協力者と疑った日本軍による虐殺等により多数の民間現地人の被害が生じた。日本軍兵士らが市内のベイビューホテルに多数の一般女性を事実上監禁し慰安婦同様に扱うというベイビューホテル事件も起こっている。
2月14日に岩淵少将はこの戦いにおける戦訓を打電した。内容は勝手に陣地を放棄する指揮官が多い事、寄せ集めの即席部隊はゲリラにも劣る烏合の衆などであった。
2月24日、岩淵少将は、拠点を死守する旨の決別電を発した。25日、市内の日本陸軍部隊はついに一斉脱出を試みたが、途中の戦闘で野口大佐と2人の大隊長は戦死した。翌26日に岩淵少将もできる限り部下を脱出させた後に司令部で自決した。3月3日、アメリカ軍はマニラでの戦闘終結を宣言した。

## マニラ湾口の戦い
戦前米軍の要塞があったコレヒドール島には海軍の守備隊が置かれていた。これに戦艦「武蔵」や巡洋艦「鬼怒」の生存者や震洋艇部隊などが配備されマニラ湾口防衛隊が編成された。
陣容はコレヒドール島に4500人などであった。
1月下旬よりアメリカ軍は連日にわたり爆撃を行い、震洋艇100隻以上亡失の他、28日に火薬庫の爆発を起こして死者300人の大損害を負った。
一連の空爆で投下された爆弾は3200tで、この量は南西太平洋における最大密度の爆撃であった。
2月15日にマニラ湾に侵入してきたアメリカ軍の上陸舟艇部隊に対して震洋艇部隊約36隻による攻撃が行われた。米軍の舟艇は日本側の記録では2隻、アメリカ軍の記録では3隻が撃沈されたという。これが現在確認されている震洋特攻隊の最初の出撃と戦果である。
16日にアメリカ軍の上陸部隊はコレヒドール島に上陸し、20日にはほぼ制圧された。
23日に日本軍守備隊は要塞の地下施設の一部を爆破して地上の米軍を撃滅しようとしたところ、先の誘爆事故の影響で地下トンネルが損傷していたため爆風が斬込部隊の待機していた壕まで波及したため400人が死亡した。24日には撤退命令が出されたが250名が捕虜となったのみであった。
3月2日にマッカーサーがコレヒドール島に上陸し、星条旗を掲げた。
コレヒドール島の隣の小島であるフォート・ドラム (エル・フレイル島)の要塞には「武蔵」乗組員65名からなる守備隊が籠城していた。4月14日、上陸した米軍が守備隊を要塞内部に追いたててから、通気孔にガソリン混合燃料を流し込んで爆薬によって爆破、鋼鉄製の防爆扉が数百フィート吹き飛ぶほどの大爆発を起こした。要塞は数日間燃え続け、2週間後に米軍が調査した際には生存者はいなかった。

## 結果

### 軍事的側面

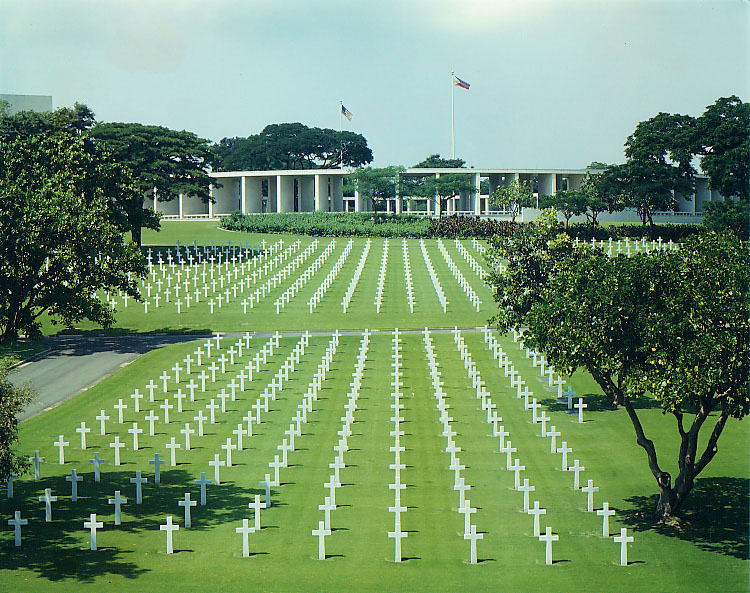
旧フォート・マッキンレーのアメリカ軍墓地

日本軍の戦死者は約12,000人、アメリカ軍の損害は戦死者1,020人と負傷者約5,600人であった。市民の犠牲者は約10万人といわれる。マニラ海軍防衛隊の残存兵力は南部に脱出し、振武集団の指揮下で古瀬部隊（指揮官：古瀬貴季海軍大佐）として再編成された。
マニラ所在の捕虜収容所2箇所も解放され、連合軍捕虜約5,800人及びフィリピン人の囚人約3,800人が無事にアメリカ軍に収容された。第14方面軍洪思翊中将らは捕虜を解放する方針を決めており、連合軍侵攻以前の早期解放も検討していたが、食糧確保などを心配した捕虜の反対があったために、連合軍部隊の到着を待って引き渡しを行った。この後に戦犯裁判にかけられた幹部らは朝鮮人日本軍将校だが、当時は朝鮮及び台湾の全住民は国際法上日本国籍であり、多民族国家であった大日本帝国において、彼らが日本軍将校という事実は変わらず、洪中将らは処刑された。
連合軍はバターン半島とコレヒドール島の日本軍も制圧してマニラ湾の安全を確保すると、再整備したマニラ港を兵站拠点として利用できるようになった。

### 市街地の破壊

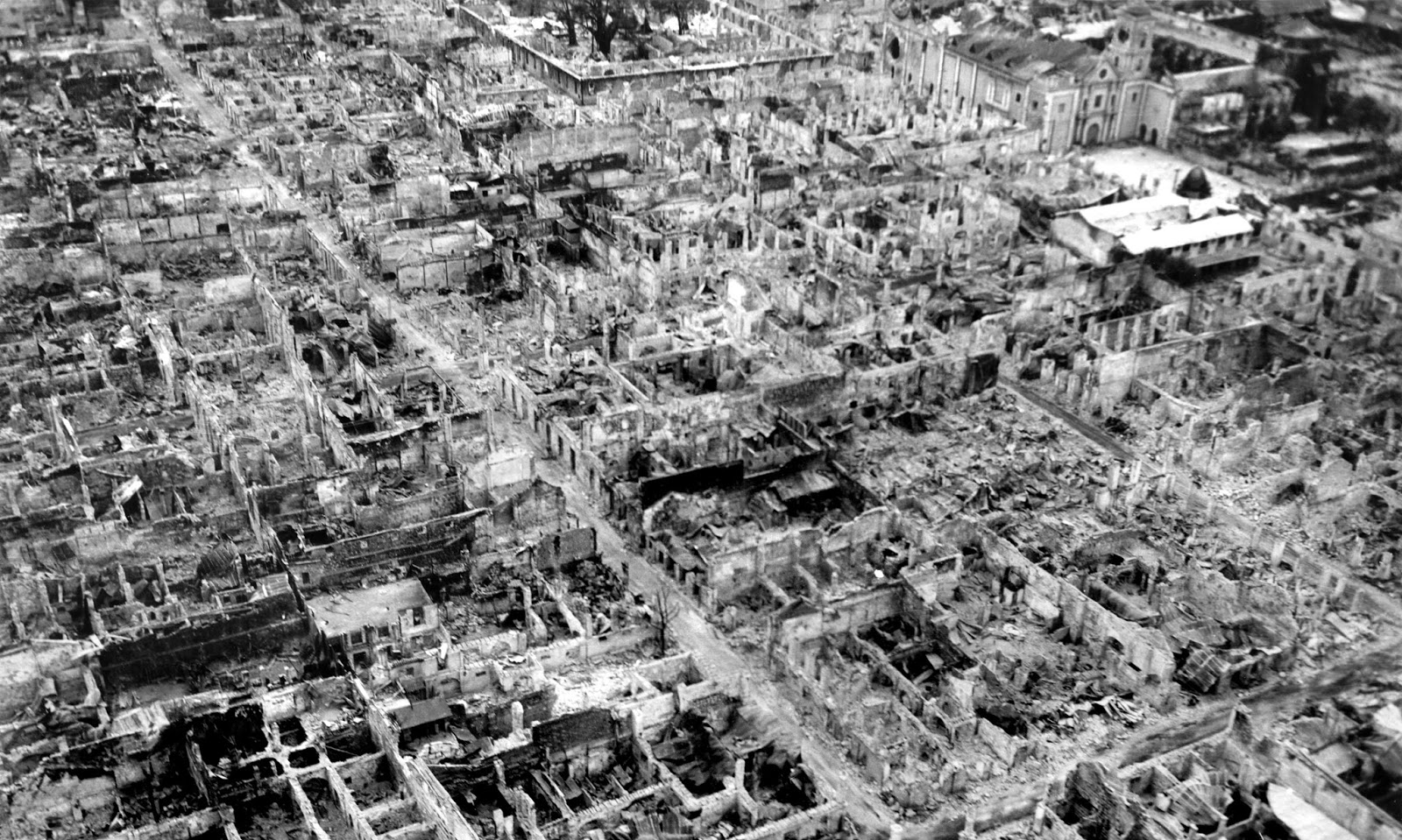
廃墟と化したマニラ市街

戦闘の結果、マニラ市の建物の多くが被害を受けた。イントラムロス地区の旧アメリカ大使館前に残されている鉄製の旗竿には、おびただしい数の弾痕が刻まれ、当時の激戦をしのばせる。損傷した建物は、戦後復興の過程でほとんど解体されてしまった。
また、政府庁舎や大学、教会などに収められていたマニラ市創建以来の歴史的遺物も建物とともに破壊されてしまった。アジア・スペイン・アメリカの文化が入り混じり、「東洋の真珠」とも呼ばれたアジア最初の国際都市の遺産は、建築物も美術品もすっかり消滅した。これは今もフィリピンの国家的悲劇と言われている。

### 民間人の犠牲
日本軍はマニラ市民から敵対的感情を持たれていると考えており、実際にゲリラ化した市民に攻撃されたため、外から迫る米軍と対峙するに際に挟み撃ちにされないよう、住民を大量に殺戮したとされる。上述の通り現地で編成した寄せ集めの部隊だったため規律や士気に問題があり、住民への暴行や殺害が多々発生した。現地人だけでなく中立国を含む外国人の婦女への性暴力も行われた。
米軍上層部は当初市民や都市基盤に被害を残すことを避けるため重砲火の使用禁止を命じてマニラ奪還に臨んだが、コンクリート製や石材製の建築物に立て篭もった日本軍の激しい抵抗に直面した現場からの要請により結局は規制を解除した。アメリカ軍は日本軍の防衛陣地を徹底的に破壊する為に市街地に重砲による砲撃を行い、多くの民間人が犠牲となった。

## 戦争犯罪
市民の犠牲者について、単に市街戦の巻き添えになっただけでなく、日本軍によって抗日ゲリラと疑われた現地市民、あるいは単にゲリラの可能性があるといったことでほとんど無差別に、多数の市民が虐殺されたとされている。山下大将は市民虐殺についての責任を問われてマニラ軍事裁判で裁かれ、絞首刑となった（詳細は山下奉文を参照）。